# 入江雪
入江雪（日语：／ Irie Yuki，1992年9月17日—），日本女子摔跤运动员。她曾代表日本参加2018年亚洲运动会摔跤比赛，获得女子自由式50公斤级银牌。她也曾在2019年亚洲摔跤锦标赛上获得金牌。